# أنخيل ألونسو
أنخيل ألونسو (بالإسبانية: Ángel Alonso)‏ (2 أغسطس 1967 في إسبانيا - ) هو لاعب كرة طائرة إسبانيا. شارك في الألعاب الأولمبية الصيفية 1992.

## وصلات خارجية
- أنخيل ألونسو على موقع أوليمبيديا (الإنجليزية)